# Sui Baoku
Sui Baoku (25 april 1986) is een Chinees shorttracker. Tijdens de wereldkampioenschappen van 2006 werd hij achtste in het eindklassement, nadat hij onder meer vierde werd op de 1500 meter. Bij het shorttrack op de Aziatische Winterspelen 2007 won hij de 1500 meter voor Ahn Hyun-soo (Viktor An).

## Persoonlijke records
| Afstand    | Tijd     | Datum      | Baan        | Land |
| ---------- | -------- | ---------- | ----------- | ---- |
| 500 meter  | 42,452   | 25-3-2006  | Montreal    | CAN  |
| 1000 meter | 1.25,605 | 2-4-2006   | Minneapolis | USA  |
| 1500 meter | 2.16,760 | 17-10-2003 | Calgary     | CAN  |
| 3000 meter | 4.40,513 | 19-1-2005  | Innsbruck   | AUT  |